# 直接證據
直接证据是指能支持断言真实性的證據。证人讲述他们親眼目睹的事情就屬於直接證據， 例如證人表示他们看到被告向受害者开枪，這就是直接证据。